# Phil M. Donnelly
Philip "Phil" Matthew Donnelly, född 6 mars 1891 i Lebanon, Missouri, död 12 september 1961 i Lebanon, Missouri, var en amerikansk demokratisk politiker. Han var Missouris guvernör 1945–1949 och 1953–1957.
Donnelly avlade 1913 juristexamen vid Saint Louis University och inledde därefter sin karriär som advokat i Lebanon. Senare tjänstgjorde han som åklagare i Laclede County. År 1922 blev han invald i Missouris representanthus och två år senare i Missouris senat där han satt kvar fram till 1944.
Donnelly efterträdde 1945 Forrest C. Donnell som Missouris guvernör och efterträddes 1949 av Forrest Smith. År 1953 tillträdde han på nytt som guvernör och efterträddes 1957 av James T. Blair.
Donnelly avled 1961 och gravsattes på Lebanon Cemetery i Lebanon. Donnelly står staty utanför domstolsbyggnaden i Laclede County.